# Ngalia-Becken
Das Ngalia-Becken (engl.: Ngalia Basin) ist ein kleines ca. 15.000 km² großes Sedimentbecken des australischen Kraton (Festlandkern) im Süden des Northern Territory von Australien.
In dem Sedimentbecken befinden sich etwa 6 km mächtige Meeres- und Nichtmeeresablagerungen, die vom Neoproterozoikum bis zum Karbon von 1000 bis 300 Millionen Jahren entstanden. Die in dem Becken befindlichen Gesteine sind Kalkstein, Tonstein, Siltstein, Quarzit und eiszeitliche Sedimente. Mit den anderen nahegelegenen Sedimentbecken, dem Amadeus-Becken, Georgina-Becken und Officer-Becken, die alle im gleichen Zeitraum entstanden, soll es einmal Teil des Centralian Superbasin in Australien gewesen sein, das durch verschiedene Abfolgen tektonischer Aktivitäten fragmentiert wurde.
Das Becken enthält signifikante Vorkommen von Uran, die in Sandsteinvorkommen mineralisiert wurden und es finden Lagerstättenerkundungen nach Erdöl und Erdgas statt.